# Raport tracțiune-greutate
Raportul tracțiune-greutate se definește prin raportul dintre forța de tracțiune (de fapt contrapresiune)Fs a unui aparat de zbor și greutatea sa (la suprafața Terrei). Greutatea rezultă din masa m și din accelerația gravitațională g.
Un raport tracțiune-greutate supraunitar face posibil ca un avion să accelereze în zborul vertical ascensional, deci fără să fie nevoie de portanță aerodinamică. 

## Avioane cu raport tracțiune-greutate supraunitar
- F-16 Fighting Falcon
- F-15 Eagle
- Suhoi Su-27